# عيسى علي
عيسى علي (مواليد 2 أبريل 1981، لاعب كرة قدم إماراتي معتزل يجيد اللعب في الوسط .
لعب سابقاً مع أندية الوصل والنصر و الشعب واتحاد كلباء ومنتخب الإمارات .

## روابط خارجية
- عيسى علي على موقع ناشيونال فوتبول تيمز (الإنجليزية)